# Geometria ellittica
La geometria ellittica o di Riemann è una geometria non euclidea ideata dal matematico Bernhard Riemann. Nasce dalla negazione del V postulato di Euclide, o equivalentemente dal IV.1 assioma di Hilbert. Tuttavia, affinché sia una teoria assiomatica coerente, è necessario modificare anche l'assioma di ordinamento. Tale geometria è localmente equivalente alla geometria sferica. Nella sua abilitazione all'insegnamento, presso l'Università di Gottinga, Riemann esordì così:
(Bernhard Riemann, 1854)

## Corpo assiomatico
Con riferimento alla  classificazione assiomatica proposta da Hilbert per la geometria euclidea, riportiamo di seguito quella relativa alla geometria ellittica.

### I - Assiomi di appartenenza
1. Per ogni coppia di punti distinti passa una retta sola.
2. Ci sono almeno tre punti che non giacciono su una retta.
3. Tre punti non allineati sono contenuti in un piano solo.
4. Se due punti contenuti in una retta r stanno in un piano p, allora p contiene ogni punto di r.
5. Se due piani contengono lo stesso punto, allora esiste almeno un altro punto contenuto in entrambi.
6. Ogni retta contiene almeno due punti, ogni piano contiene almeno tre punti non allineati, ed esistono almeno quattro punti non complanari.

### II - Assiomi di ordinamento
1. Se S (AB | CD), allora A, B, C, D sono quattro punti distinti appartenenti alla stessa retta.
2. Se S (AB | CD), allora: S (BA | CD); S (AB | DC); S (BA | DC); S (CD | AB); S (CD | BA); S (DC | AB); S (DC | BA).
3. Se A, B, C sono tre punti di una retta, allora esiste almeno un punto D tale che S (AB | CD).
4. Se A, B, C, D sono quattro punti distinti appartenenti alla stessa retta, allora esiste una coppia di punti che separa la coppia costituita dagli altri due; vale cioè almeno una delle seguenti relazioni: S (AB | CD), S (AC | BD), S (AD | BC).
5. Se S (AB | CD) e S (AC | BE), allora S (AB | DE).
6. Una retta che, passante per un vertice, entra in un triangolo, incontra il lato opposto.

### III - Assiomi di congruenza
1. Se A, B sono due punti di una retta e inoltre A' è un punto sulla stessa retta ovvero su un'altra a', si può sempre trovare un punto B', da una data parte della retta a' rispetto ad A', tale che il segmento AB sia congruente, ovvero uguale, al segmento A'B' ; in simboli: AB ≡ A'B' .
2. Se un segmento A'B' e un segmento A”B” sono congruenti a uno stesso segmento AB, A'B' ≡ AB e A”B” ≡ AB , allora anche il segmento A'B' è congruente al segmento A”B”.
3. Siano AB e BC due segmenti senza punti in comune (questo vuol dire che i punti A e C sono opposti rispetto a B) su una retta a e A'B' e B'C' due segmenti sulla stessa retta o su un'altra a', sempre senza punti in comune. Allora se è AB ≡ A'B' e BC ≡ B'C' , è pure AC ≡ A'C'.
4. Siano dati un angolo ε(h,k) in un piano α e una retta a' in un piano α', come pure un determinato lato di a' in α'. Si indichi con h' una semiretta della retta a' che abbia origine in O'. C'è allora nel piano una e una sola semiretta k' tale che l'angolo ε(h,k) è congruente, ovvero uguale, all'angolo ε(h',k') e allo stesso tempo tutti i punti interni all'angolo ε(h',k') che stanno dalla parte di a'.
5. Se per due triangoli ABC ed A'B'C' valgono le congruenze AB ≡ A'B', AC ≡ A'C', εABC ≡ εA'B'C', Allora è sempre valida la congruenza: εABC ≡ εA'B'C'.

### IV - Assioma di Riemann
1. Due rette qualsiasi di un piano hanno sempre almeno un punto in comune.

### V - Assioma di continuità (o di Dedekind)
1. Se i punti di un segmento AB sono divisi in due classi non vuote in modo che:
a) tutti i punti di AB siano in una o nell'altra classe (e in una sola);
b) i punti A e B appartengono a classi diverse (che chiameremo rispettivamente I e II classe);
c) tutti i punti della I classe precedono quelli della II;
allora esiste nel segmento AB un punto C (che può appartenere sia alla I sia alla II classe) tale che tutti i punti del segmento AB che precedono C appartengono alla I classe, e tutti quelli che seguono C appartengono alla II classe. C si dice punto di separazione tra le due classi.

## Modelli di geometria ellittica
I modelli della geometria ellittica (come  quella sferica) sono modelli sintattici della geometria euclidea, che hanno come conseguenza la non contraddittorietà della geometria ellittica piana, supposta la non contraddittorietà della geometria euclidea piana.
Dato un punto O dello spazio euclideo, chiamiamo stella di centro O l'insieme di tutte le rette e di tutti i piani passanti per O. Definiamo tale interpretazione come segue:
| piano                                   | insieme delle rette della stella di centro O                                          |
| punto                                   | retta della stella di centro O                                                        |
| retta                                   | piano della stella di centro O                                                        |
| segmento                                | angolo euclideo tra le rette che sono i punti esterni del segmento                    |
| angolo tra due rette                    | angolo diedro formato dai piani che rappresentano le due rette.                       |
| appartenenza di un punto a una retta    | usuale appartenenza tra rette e piani euclidei                                        |
| congruenza tra segmenti e tra angoli    | come in geometria euclidea tra angoli diedri                                          |
| separazione tra quattro punti allineati | separazione euclidea tra rette complanari appartenenti allo stesso fascio di centro O |

In base a tali definizioni gli assiomi della geometria ellittica diventano proposizioni dimostrabili della geometria euclidea della stelle di rette e piani.
A questo modello si può apportare una prima modifica in modo da renderlo più intelligibile. Possiamo considerare l'intersezione di una stella di centro O con una sfera di centro O. Così facendo gli enti geometrici della stella possono essere reinterpretati come le intersezioni di tali elementi con la superficie della sfera.
Un'ulteriore modifica consente una semplificazione ulteriore del modello che lo rende molto simile al modello della geometria sferica su una sfera. Tale modifica consiste nel prendere in esame l'intersezione della stella di centro O con una semisfera di centro O.
Il modello di stella di centro O può essere visto come la proiezione stereografica di una semisfera di centro O prodotta dall'intersezione di un piano passante per O, da cui si può meglio intuire l'equivalenza locale tra la geometria sferica e la geometria ellittica.

### Teoremi della geometria ellittica piana
- La circonferenza
La circonferenza è definita come il luogo dei punti equidistanti da un punto dato detto centro. Si dimostra che una circonferenza può anche essere definita come il luogo dei punti equidistanti da una retta data.
- Area di un triangolo
Dato un triangolo sferico costruito su una sfera di raggio R di angoli {\displaystyle \alpha ,\beta ,\gamma }, l'area A del triangolo è:
{\displaystyle A=R^{2}(\alpha +\beta +\gamma -\pi )}[3].
- Somma degli angoli interni di un triangolo
Dalla relazione precedente subito discende che la somma degli angoli interni di un triangolo è sempre maggiore di {\displaystyle \pi }:
{\displaystyle \alpha +\beta +\gamma =\pi +A/R^{2}}.
- Criteri di congruenza tra triangoli
Sono uguali due triangoli sferici che abbiano ordinatamente uguali:

1. due lati e l'angolo compreso;
2. due angoli e il lato comune
3. i tre lati;
4. i tre angoli.

- Teorema di Pitagora
Se ABC  è un triangolo sferico retto in A e con ipotenusa a, e con b e c le lunghezze dei suoi lati, allora il coseno dell'ipotenusa è uguale al prodotto dei coseni dei cateti: {\displaystyle \cos(a/k)=\cos(b/k)\cos(c/k)}[4] Facendo lo sviluppo in serie al secondo ordine delle funzioni trigonometriche, si ottiene l'espressione universalmente nota del Teorema di Pitagora in geometria euclidea: {\displaystyle a^{2}=b^{2}+c^{2}}
- Area di un poligono sferico
L'area di un poligono sferico di n lati è:
{\displaystyle A=R^{2}(\alpha _{1}+\alpha _{2}+...+\alpha _{n}-(n-2)\pi )}.
La sua dimostrazione si basa sulla possibilità di scomporre un poligono sferico in triangoli.
- Tutte le perpendicolari a una retta concorrono in un punto.
- In un triangolo rettangolo l'angolo opposto a uno dei due lati dell'angolo retto è acuto, ottuso o retto a seconda che tale lato è minore, maggiore o congruente all'altro lato dell'angolo retto.

### Teoremi della geometria ellittica nello spazio
- Una retta e un piano hanno sempre un punto in comune
- Due piani hanno sempre una retta in comune
- Tutte le rette perpendicolari a un piano si incontrano in un punto posto a distanza d da esso.
- Il luogo dei punti a distanza d da un punto P è un piano che è perpendicolare a tutte le rette passanti per P. Tale piano è detto piano polare di P e P è detto polo.
- Se il punto P sta sul piano a, il polo di a sta sul piano polare di P.

La trigonometria sferica nello spazio ellittico, se si adottano opportune convenzioni sulla misura dei lati e degli angoli dei triangoli sferici, coincide con la trigonometria sferica euclidea e iperbolica. Cioè la trigonometria sferica appartiene al corpo della geometria assoluta.